# Río Tunjuelo

El río Tunjuelo o Tunjuelito es un río que atraviesa las localidades de Sumapaz, Usme, Ciudad Bolívar, Tunjuelito, Kennedy y Bosa de la ciudad de Bogotá y una mínima extensión en Soacha. Su cuenca alberga a cerca de dos quintas partes de la población total de la ciudad. Tiene una longitud de 73 km y, después del Bogotá, es el segundo mayor de la ciudad. En 1930 se emplearon sus aguas para abastecer su primer acueducto. Desemboca en el río Bogotá.

## Recorrido

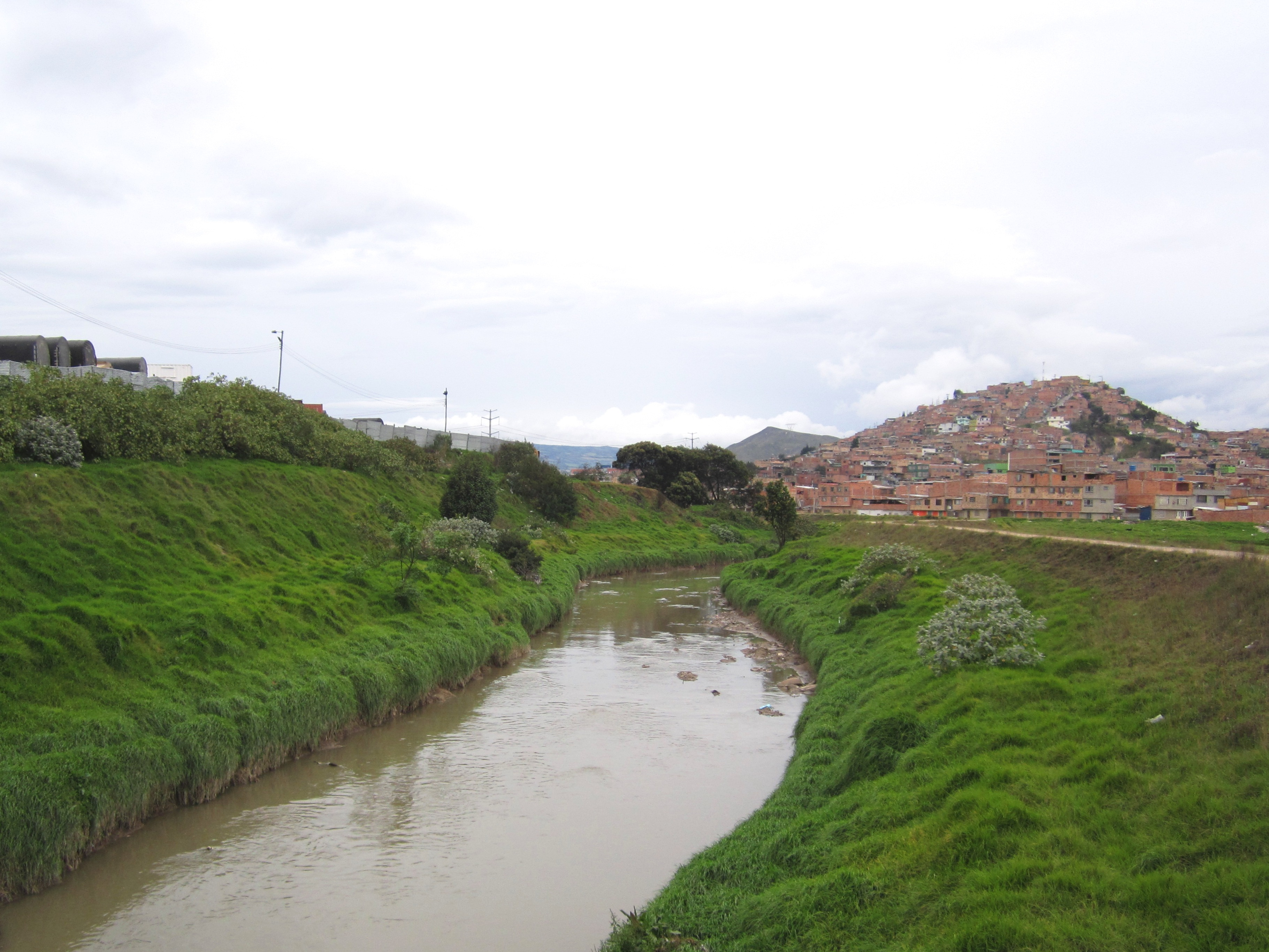
El río Tunjuelo en el límite entre las localidades de Ciudad Bolívar y Tunjuelito.

Nace en el embalse de Chisacá, localizado en el páramo de Sumapaz en el extremo suroriental de Bogotá, y en la frontera localidad de Bosa (antigua vereda San Bernardino) con el municipio de Soacha (vereda Bosatama) desemboca en el río Bogotá, que a su vez es afluente del río Magdalena
La cuenca del río Tunjuelo forma parte de la cuenca alta y media del río Bogotá. Al igual que otros tributarios de la margen izquierda del río Bogotá (como el Teusacá, Siecha o el Sisga), está orientado y drenando sus aguas en dirección sur – norte; todos ellos enmarcados por la continuación de la cadena montañosa que en Bogotá se denomina Cerros Orientales. La cuenca del río Tunjuelo es la más meridional de las cuencas antes mencionadas. 
La cuenca del río Tunjuelo tiene un área total de 41.427 ha, su eje principal, el río Tunjuelo, nace en el Páramo de Sumapaz por encima de los 3.700 m s. n. m., a partir de tres cauces principales, los ríos Chisacá, Mugioso y Curubital, que al unirse conforman el río Tunjuelo propiamente dicho, el cual recorre las áreas rural y urbana del distrito para entregar sus aguas al río Bogotá, a una altura aproximada de 2.546 m s. n. m.

## Contaminación
A partir de los años 1960 presenta una problemática ambiental grave, que se hizo evidente en los años 1980. Sus causas son la construcción de canteras en la zona, el crecimiento urbano no planificado, y la industrialización del sector, con procesos altamente contaminantes como la preparación de detergentes y la industria de curtiembre.
Por su nivel de contaminación y de degradación tiende a causar importantes problemas durante sus inundaciones.